# غليسيريل بالميتوستيرات

## الأسماء المرادفة
Glycerin palmitostearate ; glycerol palmitostearate ; Precirol ATO 5 .

## الاستخدام الصيدلاني
مُزلِق للمحافظ و المضغوطات ، مُمدِد في المحافظ والمضغوطات. يُستخدم غليسيريل بالميتوستيرات كمادة مزلقة في الأشكال الفموية الصلبة كما يُستخدم كعامل مشحّم في آلات التصنيع لتسهيل تحرر المضغوطات والمحافظ منها. يزداد زمن تفكك المضغوطات عند استخدام غليسيريل بالميتوستيرات كمزلق بازدياد زمن المزج. يمكن تحضير المضغوطات ذات التحرر المباشر التي تحتوي على غليسيريل بالميتوستيرات كأساس . إما باستخدام التحضير المدرج أو الصهر الحراري.
ينتج عن طريقة التحضير المدرجة مضغوطات ذات تحرر أسرع وتنقص سرعة التحرر مع زيادة كمية غليسيريل بالميتوستيرات المستخدمة. يُستخدم غليسيريل بالميتوستيرات من أجل تحضير الكريات الدقيقة Microspheres والتي يمكن أن تُستخدم في صناعة المحافظ أو تُضغط من أجل تشكيل المضغوطات.

## التأثير على صحة الجسم
يُستخدم غليسيريل بالميتوستيرات في المستحضرات الصيدلانية الفموية وعادة يُشار إلى أنه مادة غير مخرشة وغير سامة.
			LD50 (rat,oral) > 6 g/kg

## سلامة الاستعمال
تختلف الاحتياطات المتبعة أثناء التعامل مع المادة باختلاف التراكيز والظروف المحيطة.

## التنافرات
الغليسيريل بلمتوستيرات متنافر مع الكيتوبروفين والنابروكسين .